# Euglenozoa
Euglenozoa este constituită dintr-un grup mare de protozoare flagelate. Acestea includ o varietate de specii  comune-vii, precum și câteva grupuri de paraziți, dintre care unii pot infecta oameni. Există două subgrupe principale, euglenide și kinetoplastide. Euglenozoa sunt unicelulare, cea mai mare parte în jurul valorii de 15-40 microni în dimensiune, deși unele euglenide ajung până la 500 µm în lungime .